# Augsburger Localbahn
| Strecke                                        |  | von Augsburg Hbf                                         | von Augsburg Hbf                                         |
| Bahnhof                                        |  | Augsburg Haunstetter Straße                              | Augsburg Haunstetter Straße                              |
| Abzweig geradeaus und nach rechts              |  | nach München                                             | nach München                                             |
| Wechsel des Eisenbahninfrastrukturunternehmens |  | Infrastrukturgrenze Deutsche Bahn / Augsburger Localbahn | Infrastrukturgrenze Deutsche Bahn / Augsburger Localbahn |
| Abzweig geradeaus und von rechts               |  | Fa. Ilzhöfer                                             | Fa. Ilzhöfer                                             |
| Abzweig geradeaus und ehemals von links        |  | Fa. Eberle / Fa. Silberhorn / Fa. Stangl                 | Fa. Eberle / Fa. Silberhorn / Fa. Stangl                 |
| Bahnübergang                                   |  | Friedberger Straße                                       | Friedberger Straße                                       |
| Dienststation / Betriebs- oder Güterbahnhof    |  | Bahnhof Augsburg Ring                                    | Bahnhof Augsburg Ring                                    |
| Abzweig geradeaus und ehemals von links        |  | Augsburger Kammgarnspinnerei                             | Augsburger Kammgarnspinnerei                             |
| Kreuzung mit U-Bahn geradeaus oben             |  | Lotzbeckstraße (Straßenbahn Linie 6)                     | Lotzbeckstraße (Straßenbahn Linie 6)                     |
| Brücke                                         |  | Reichenberger Straße                                     | Reichenberger Straße                                     |
| Abzweig geradeaus und ehemals von links        |  | Martini & Cie                                            | Martini & Cie                                            |
| Brücke über Wasserlauf                         |  | Proviantbach                                             | Proviantbach                                             |
| Abzweig geradeaus und ehemals von rechts       |  | Mech. Baumwoll-Spinnerei und Weberei Augsburg            | Mech. Baumwoll-Spinnerei und Weberei Augsburg            |
| Strecke                                        |  | (Werk Proviantbach)                                      | (Werk Proviantbach)                                      |
| Abzweig geradeaus und ehemals von links        |  | Spinnerei und Weberei Augsburg (Werk Aumühle),           | Spinnerei und Weberei Augsburg (Werk Aumühle),           |
| Strecke                                        |  | jetzt Glaspalast                                         | jetzt Glaspalast                                         |
| Bahnübergang                                   |  | Proviantbachstraße                                       | Proviantbachstraße                                       |
| Abzweig geradeaus und nach rechts              |  | Linie IV (Augsburg-Lechhausen)                           | Linie IV (Augsburg-Lechhausen)                           |
| Abzweig geradeaus und ehemals nach links       |  | Schlacht- und Viehhof Augsburg                           | Schlacht- und Viehhof Augsburg                           |
| Bahnübergang                                   |  | Berliner Allee                                           | Berliner Allee                                           |
| Abzweig geradeaus und von rechts               |  | Osram/Ledvance                                           | Osram/Ledvance                                           |
| Strecke mit Straßenbrücke                      |  | Amagasaki-Allee                                          | Amagasaki-Allee                                          |
| Strecke mit Straßenbrücke                      |  | Lechhauser Straße                                        | Lechhauser Straße                                        |
| Abzweig geradeaus und von links                |  | UPM-Kymmene                                              | UPM-Kymmene                                              |
| Strecke mit Straßenbrücke                      |  | MAN-Brücke                                               | MAN-Brücke                                               |
| Abzweig geradeaus und ehemals von links        |  | Dierig (Werk Stadtbach)                                  | Dierig (Werk Stadtbach)                                  |
| Abzweig geradeaus und nach links               |  | MAN Energy Solutions / MT Aerospace                      | MAN Energy Solutions / MT Aerospace                      |
| Brücke über Wasserlauf                         |  | Proviantbach                                             | Proviantbach                                             |
| Brücke über Wasserlauf                         |  | Stadtbach                                                | Stadtbach                                                |
| Brücke über Wasserlauf                         |  | Senkelbach                                               | Senkelbach                                               |
| Abzweig geradeaus und ehemals von rechts       |  | Ballonfabrik, Umspannwerk am Senkelbach                  | Ballonfabrik, Umspannwerk am Senkelbach                  |
| Bahnübergang                                   |  | Riedinger Straße                                         | Riedinger Straße                                         |
| Abzweig geradeaus und ehemals von links        |  | Manroland                                                | Manroland                                                |
| Abzweig geradeaus und ehemals von links        |  | Dierig (Werk Senkelbach / Wertach)                       | Dierig (Werk Senkelbach / Wertach)                       |
| Strecke mit Straßenbrücke                      |  | Wertachbrücke                                            | Wertachbrücke                                            |
| Kreuzung geradeaus unten                       |  | Bahnstrecke Augsburg–Nördlingen                          | Bahnstrecke Augsburg–Nördlingen                          |
| Abzweig geradeaus und ehemals nach links       |  | Quieta-Werke                                             | Quieta-Werke                                             |
| Brücke über Wasserlauf                         |  | Wertach (Linie II)                                       | Wertach (Linie II)                                       |

| Brücke über Wasserlauf                                        |  | Wertach (Linie I)                                                                     | Wertach (Linie I)                                                                     |
| Strecke mit Straßenbrücke                                     |  | Bürgermeister-Ackermann-Straße                                                        | Bürgermeister-Ackermann-Straße                                                        |
| Abzweig geradeaus und ehemals von rechts                      |  | Eberle & Cie / Dierig (Werk Mühlbach) / Heeresverpflegungsamt (US Army Supply Center) | Eberle & Cie / Dierig (Werk Mühlbach) / Heeresverpflegungsamt (US Army Supply Center) |
| Bahnübergang                                                  |  | Augsburger Straße (Luitpoldbrücke)                                                    | Augsburger Straße (Luitpoldbrücke)                                                    |
| Abzweig geradeaus und ehemals von rechts                      |  | Spinnerei und Weberei Pfersee / Chemische Fabrik Pfersee                              | Spinnerei und Weberei Pfersee / Chemische Fabrik Pfersee                              |
| Brücke über Wasserlauf                                        |  | Wertach                                                                               | Wertach                                                                               |
| Brücke über Wasserlauf                                        |  | Wertachkanal                                                                          | Wertachkanal                                                                          |
| Abzweig geradeaus, ehemals nach rechts und ehemals von rechts |  | Ackermann-Göggingen AG                                                                | Ackermann-Göggingen AG                                                                |
| Bahnübergang                                                  |  | Gabelsbergerstraße                                                                    | Gabelsbergerstraße                                                                    |
| Strecke mit Straßenbrücke                                     |  | Gögginger Straße                                                                      | Gögginger Straße                                                                      |
| Abzweig geradeaus und ehemals von links                       |  | Renk AG, Bürgerliches Brauhaus Augsburg-Göggingen                                     | Renk AG, Bürgerliches Brauhaus Augsburg-Göggingen                                     |
| Abzweig geradeaus und ehemals von rechts                      |  | Hosokawa Alpine                                                                       | Hosokawa Alpine                                                                       |
| Bahnübergang                                                  |  | Eichleitnerstraße                                                                     | Eichleitnerstraße                                                                     |
| Abzweig geradeaus und von links                               |  | Linie III (Augsburg-Haunstetten)                                                      | Linie III (Augsburg-Haunstetten)                                                      |
| Dienststation / Betriebs- oder Güterbahnhof                   |  | Bahnhof Augsburg West                                                                 | Bahnhof Augsburg West                                                                 |

| Strecke                                                     |  | von Augsburg Hbf                                         | von Augsburg Hbf                                         |
| Abzweig geradeaus und ehemals von rechts                    |  | Bernhard Müller Augsburg                                 | Bernhard Müller Augsburg                                 |
| Bahnhof                                                     |  | Augsburg Morellstraße                                    | Augsburg Morellstraße                                    |
| Abzweig geradeaus und nach links                            |  | nach Buchloe                                             | nach Buchloe                                             |
| Wechsel des Eisenbahninfrastrukturunternehmens              |  | Infrastrukturgrenze Deutsche Bahn / Augsburger Localbahn | Infrastrukturgrenze Deutsche Bahn / Augsburger Localbahn |
| Bahnübergang                                                |  | Schertlinstraße                                          | Schertlinstraße                                          |
| Abzweig geradeaus und von rechts                            |  | Linie II / Linie I (Ringbahn)                            | Linie II / Linie I (Ringbahn)                            |
| Dienststation / Betriebs- oder Güterbahnhof                 |  | Augsburg West                                            | Augsburg West                                            |
| Abzweig geradeaus und nach rechts                           |  | Baustoff Steiger                                         | Baustoff Steiger                                         |
| Kreuzung geradeaus unten                                    |  | Bahnstrecke Augsburg–Buchloe                             | Bahnstrecke Augsburg–Buchloe                             |
| Abzweig geradeaus und nach rechts                           |  | zum Bahnhof AL-Messe                                     | zum Bahnhof AL-Messe                                     |
| Bahnübergang                                                |  | Alter Postweg                                            | Alter Postweg                                            |
| Kreuzung mit U-Bahn                                         |  | Straßenbahnlinie 3                                       | Straßenbahnlinie 3                                       |
| Abzweig geradeaus und ehemals nach rechts                   |  | Böwe                                                     | Böwe                                                     |
| Kreuzung mit U-Bahn                                         |  | Straßenbahnlinie 2                                       | Straßenbahnlinie 2                                       |
| Bahnübergang                                                |  | Haunstetter Straße (B 300)                               | Haunstetter Straße (B 300)                               |
| Abzweig geradeaus und ehemals von links                     |  | Schürer                                                  | Schürer                                                  |
| ehemaliger Haltepunkt / Haltestelle                         |  | Siebentisch                                              | Siebentisch                                              |
| ehemaliger Haltepunkt / Haltestelle                         |  | Siebenbrunn                                              | Siebenbrunn                                              |
| Betriebs-/Güterbahnhof Strecke ab hier außer Betrieb        |  | Premium AEROTEC (ehem. Hp Haunstetten Spinnerei)         | Premium AEROTEC (ehem. Hp Haunstetten Spinnerei)         |
| Bahnhof (Strecke außer Betrieb)                             |  | Haunstetten Ort                                          | Haunstetten Ort                                          |
| Betriebs-/Güterbahnhof Streckenende (Strecke außer Betrieb) |  | Verfracht-Stelle                                         | Verfracht-Stelle                                         |

| Abzweig geradeaus und nach links |  | Linie I (Augsburg-Ring)           | Linie I (Augsburg-Ring)           |
| Bahnübergang                     |  | Berliner Allee                    | Berliner Allee                    |
| Kreuzung                         |  | Abzweig Linie I zu Osram/Ledvance | Abzweig Linie I zu Osram/Ledvance |
| Brücke über Wasserlauf           |  | Lech                              | Lech                              |
| Bahnübergang                     |  | Zugspitzstraße                    | Zugspitzstraße                    |
| Kreuzung mit U-Bahn              |  | Straßenbahn Linie 1               | Straßenbahn Linie 1               |
| Bahnübergang                     |  | Blücherstraße                     | Blücherstraße                     |
| Abzweig geradeaus und von rechts |  | KUKA AG                           | KUKA AG                           |
| Bahnübergang                     |  | Stätzlinger Straße                | Stätzlinger Straße                |
| Bahnübergang                     |  | Meraner Straße                    | Meraner Straße                    |
| Abzweig geradeaus und nach links |  | Ledvance / Kiwa                   | Ledvance / Kiwa                   |
| Bahnübergang                     |  | Aindlinger Straße                 | Aindlinger Straße                 |
| Betriebsstelle Streckenende      |  | Abfallverwertungsanlage Augsburg  | Abfallverwertungsanlage Augsburg  |

Die Augsburger Localbahn GmbH (AL) ist ein Augsburger Eisenbahnverkehrsunternehmen und Eisenbahninfrastrukturunternehmen, das im Jahre 1889 gegründet wurde. Sie betreibt ein Gleisnetz von 40 Kilometer Länge im Augsburger Stadtgebiet (Augsburger Ringbahn), das die Industriegebiete in den Stadtteilen Haunstetten, Lechhausen und Göggingen erschließt und zu dem ein kleiner Rangierbahnhof gehört. Auf diesem eigenen Netz und bis Ende 2018 auch auf Gleisen der Deutschen Bahn in der Umgebung von Augsburg betreibt die AL Güter- und Werksverkehr mit einem Transportvolumen von insgesamt 1,1 Millionen Tonnen pro Jahr (Stand 2014).

## Geschichte

### 1840–1860: Vorgeschichte und allgemeine Verkehrsentwicklung in Augsburg
Am 8. Oktober 1840 wurde die Bahnstrecke München–Augsburg eröffnet. Der erste Augsburger Bahnhof wurde als Kopfbahnhof am Roten Tor hinter der „Schüleschen Kattunfabrik“ errichtet, die später zur Textilfabrik „Nagler und Sohn“ umfunktioniert wurde. In dem ehemaligen Bahnhof war zwischenzeitlich die Militärreitschule untergebracht, seit 1920 befindet sich dort das Straßenbahndepot. Im Jahr 1847 folgte die Eröffnung der Bahnstrecke Augsburg–Donauwörth. Während des Baus der Strecke entstand der Oberhauser Bahnhof, doch es wurde schnell klar, dass man die beiden Bahnlinien verbinden sollte und so wurde bereits am 1. Juli 1846 der Augsburger Zentralbahnhof (heute Augsburg Hbf) eingeweiht. Damit war eine wichtige Nord-Süd Verbindung von München über Augsburg und Donauwörth nach Nürnberg geschaffen, das Herzstück der Ludwig-Süd-Nord-Bahn. 1847 war die Strecke Augsburg–Kaufbeuren fertiggestellt, 1852 gab man den weiteren Abschnitt bis Kempten frei, 1875 feierte man die Eröffnung der Paartalbahn nach Ingolstadt.

### 1860–1885: Gründungsversuche
Bereits 1866 gab es ein Pferdebahn-Projekt, das die Augsburger Industrie an die Staatsbahn anbinden sollte. In den Jahren 1871 und 1872 wurde die Konzession zur Anlegung einer „Lokomotiv-Güterbahn“ in Augsburg durch eine englische Gesellschaft erworben, jedoch noch nicht mit dem Bau begonnen. Ein Jahr später unternahm das Augsburger Bankhaus Heinzelmann einen neuen Versuch, dieser scheiterte ebenfalls. 1884 nahm sich Heinrich von Buz, Vorstand der Maschinenfabrik Augsburg, der Gründungsbemühungen an. Die bayerische Staatsbahn zeigte kein Interesse zum selbständigen Bau und Betrieb, somit war eine Privatgründung nötig.

### 1885–1890: Gründung und Bau
Einige Augsburger Unternehmer, allen voran Heinrich von Buz (langjähriger Generaldirektor der späteren MAN AG und 29 Jahre lang Gründungsvorstand der Localbahn) und Viktor Martini, erster Vorsitzender des Aufsichtsrates der Localbahn, nahmen sich der Herausforderung an, gegen viele Widerstände die Güterbeförderung in Augsburg zu beschleunigen. Als die Güter vom Bahnhof noch mit Pferdewagen durch die Stadt transportiert wurden, kam es immer wieder zu Engpässen, teilweise brauchten Kohlenlieferungen eine Woche vom Bahnhof zur Fabrik. Verständlich, dass sich die Kutscher und Gastwirte (denn die Kutscher kehrten entlang der Strecke ein) gegen die Pläne einer Güterbahn wehrten. Die Staatsbahn erkannte schließlich, dass es ohne Güterbahn nicht geht, denn der Rangieraufwand und die Stellfläche, die die einzelnen Güterwagen einnahmen, bis sie letztlich ent- oder beladen werden konnten, war enorm. Die einzelnen Waggons wurden zum Teil sieben Tage auf Abstellgleisen immer wieder rangiert, bis sie schließlich zum Be- oder Entladen an die Reihe kamen.
1885 berieten 15 Firmen über die Errichtung einer normalspurigen Industriebahn auf Initiative von Heinrich von Buz. Im Jahr 1886 erfolgte die Vergabe eines Projektauftrages an Georg Krauß (Chef der Lokomotivfabrik Krauss & Comp.) und Ingenieur Ritter von Schwind zur Ausarbeitung einer Bahnanlage. Im selben Jahr wurde ein Konzessionsgesuch eingereicht.
Zu den Gründern gehörten elf Firmen, ein Bankhaus und sieben Privatpersonen, die der Industrie nahestanden.
- Augsburger Buntweberei, Vormals L. A. Riedinger AG Augsburg
- Augsburger Gasbeleuchtungsgesellschaft
- Augsburger Kammgarn-Spinnerei
- Union AG Vereinigte Zündholz und Wichsefabriken, Augsburg
- Baumwollspinnerei am Stadtbach AG, Augsburg
- G. Haindl’sche Papierfabriken, Augsburg (später Haindl, jetzt Teil von UPM-Kymmene)
- Spinnerei und Weberei am Sparrenlech Kahn & Arnold, Augsburg
- Martini und Co., Augsburg
- Maschinenfabrik Augsburg AG (heute MAN)
- Mechanische Baumwoll Spinnerei und Weberei Augsburg (SWA)
- Zwirnerei und Nähfadenfabrik Göggingen AG, Göggingen
- Bankhaus Friedrich Schmid & Co., Bankhaus Augsburg

Am 24. Januar 1889 wurde die Konzession erteilt, knapp zwei Monate später, am 22. März 1889 kam es zum Vertragsabschluss zur Gründung der Aktiengesellschaft Augsburger Localbahn. Zu Beginn des nächsten Monats, am 1. April 1889, wurde die Gesellschaft in das Handelsregister eingetragen. Erster Vorstand der Gesellschaft war Kommerzienrat Heinrich von Buz, erster Aufsichtsratsvorsitzender Kommerzienrat Viktor Martini. Es wurde ein Vertrag mit der Stadtgemeinde Augsburg zur Benutzung von städtischem Grund und Boden, der so genannten Servitutvertrag, geschlossen. Ein Jahr darauf folgte ein Abkommen mit den königlich bayerischen Staatsbahnen über Bau und Betrieb der Augsburger Localbahn. Unter der technischen Leitung von Georg Hennch wurde am 9. Oktober 1890 die Schlussschiene in die Stammlinie Ringbahn eingelegt.

### 1890–1910: Betriebsaufnahme
Am 10. November 1890 fuhr der erste Zug in die Maschinenfabrik Augsburg ein. Am 1. Mai 1891 wurde der offizielle Bahnbetrieb auf dem Ring, der Linie I, aufgenommen. Knapp drei Jahre später, am 21. August 1893 wurde der Betrieb um die Linie II nach Göggingen und Pfersee erweitert. Die Linie III nach Haunstetten wurde schließlich am 13. September 1899 eingeweiht. Um 1900 hatte die Bahn bereits 28 Anschließer und beförderte 340.000 Tonnen Ladung pro Jahr.
Auf der Haunstetter Linie III fuhren ab dem 1. Mai 1901 auch Personenzüge. Ausgangsbahnhof der Züge nach Haunstetten war der Augsburger Hauptbahnhof. Die Strecke war im Reichskursbuch als Strecke 303i Augsburg–Haunstetten eingetragen. Im ersten Jahr wurden bereits 75.453 Personen befördert. Als die Straßenbahn nach Haunstetten fertiggestellt war, wurde die Personenbeförderung aufgegeben. Die Linie III war damit die einzige Strecke der Augsburger Localbahn mit planmäßigem Personenverkehr.
Im Jahr 1910 wurde die Linie I durch ein Lechhochwasser stark beschädigt.

### 1910–1950: Betriebsübernahme und weiterer Ausbau
Am 1. August 1913 übernahm die Augsburger Localbahn auf der Linie I die Betriebsführung und den Stückgutverkehr von der Bayerischen Staatsbahn. Dafür wurden von Krauss drei Lokomotiven der bayerischen Gattung D VIII angeschafft. Gründungsvorstand Heinrich von Buz starb am 8. Januar 1918, Nachfolger wurde Direktor Heinrich Pfeifer (Betriebsdirektor der Maschinenfabrik Augsburg). Im Jahr 1922 waren drei eigene Dampflokomotiven auf der Linie I in Betrieb, drei Jahre später begann man mit dem Bau der Stammlinie nach Lechhausen. Ein Jahr später, 1926, erfolgte der Bau der größten Localbahnbrücke mit einer Spannweite von 118 Metern. Die ungefähr 300 Tonnen schwere Stahlbrücke über den Lech ruhte auf drei Stützpfeilern und war für Lastzüge der Klasse E zulässig. Als erstes wurde die Textilfabrik Prinz mit der neuen, über den Lech reichenden Linie erschlossen. Die Eröffnungsfahrt fand am 2. November statt. Zum 31. Dezember 1927 wurde der Personenverkehr nach Haunstetten wegen der Inbetriebnahme der Straßenbahn eingestellt. 1930 begann man mit dem Bau einer eigenen Reparaturwerkstätte. Von den 51 eigenen Brücken mussten wegen steigender Belastung sechs verstärkt und drei erneuert werden.
In den Jahren 1933–1935 übernahm die Localbahn den gesamten Betrieb auf allen Linien. Die bisher einzelnen Linien II und III wurden durch den Bau des Rangierbahnhofs West miteinander verbunden. Erst 1948/49 erfolgte durch den Bau einer freitragenden, 75,4 Meter langen und 347 Tonnen schweren Stahlbrücke aus Kriegsbeständen über die Wertach, die ursprünglich die Beresina in Russland überspannen sollte, die Verbindung zu Linie I. Im Jahr 1936 feierte man die größte Tagesleistung seit Bestehen der Localbahn mit 362 beförderten Wagen, 73 Gleisanschließern und 90 Anschlussbenutzern. 1937 stieg das Jahrestransportaufkommen auf 115.163 Eisenbahnwagen, nach der Anschaffung einer weiteren D VIII waren fünf eigene Dampflokomotiven im Einsatz.
Zwei Jahre später, 1939, feierte man 50-jähriges Jubiläum mit 82,126 km eigenen Gleisanlagen:
- Linie I 49,731 km; (Ring)
- Linie II 16,321 km; (Göggingen, Pfersee)
- Linie III 14,360 km; (Haunstetten)
- Linie IV 1,714 km; (Lechhausen)

    (Die km-Angaben beziehen sowohl Streckengleise als auch Nebengleise mit ein.)

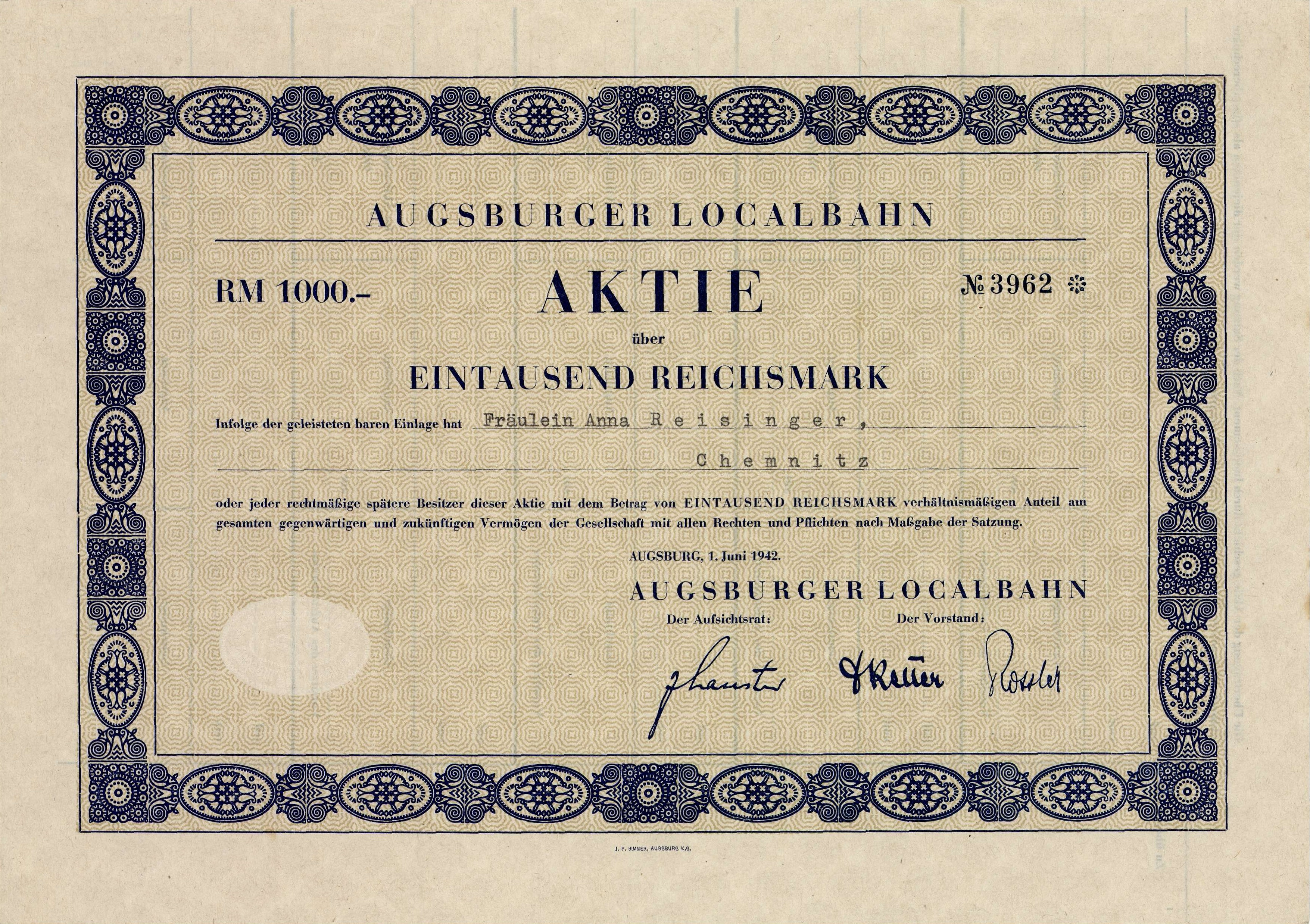
Namensaktie über 1000 RM der Augsburger Localbahn vom 1. Juni 1942

Weiterhin gehörten zum Bestand 51 Bahnbrücken, fünf Lokomotiven (davon vier Nassdampf- und eine Heißdampf-), vier Packwagen, 62 offene und 50 gedeckte Güterwagen, 29 X-Wagen sowie drei Sprengwagen. 105 dieser Güterwagen waren im Reichsbahn-Güterwagenverband eingestellt. Die Jahresfracht betrug 670.433 Tonnen.
Anno 1941 wurde die erste Diesellok in Dienst gestellt. Nach Kriegsende, vom 28. April bis zum 6. Juni 1945, wurde der Betrieb wegen schwerer Kriegsschäden eingestellt. Von 1946 bis 1948 wurden mit speziellen Seitenwandwaggons der Localbahn 185.500 Tonnen Trümmerschutt abtransportiert; diese wurden am Rosenauberg zu einem Stehwall aufgeschüttet; die Grundlage für das Augsburger Rosenaustadion (Fußballstadion) wurde so errichtet. Die provisorischen Gleise wurden dafür mitten durch die Stadt verlegt. In den Jahren 1948 und 1949 erfolgte durch den Bau der oben erwähnten Wertachbrücke der Lückenschluss zwischen Linie I und II. Der Betrieb konnte reibungslos vom Ringbahnhof aus gesteuert werden.

### 1950–1975: Schrittweise Modernisierung

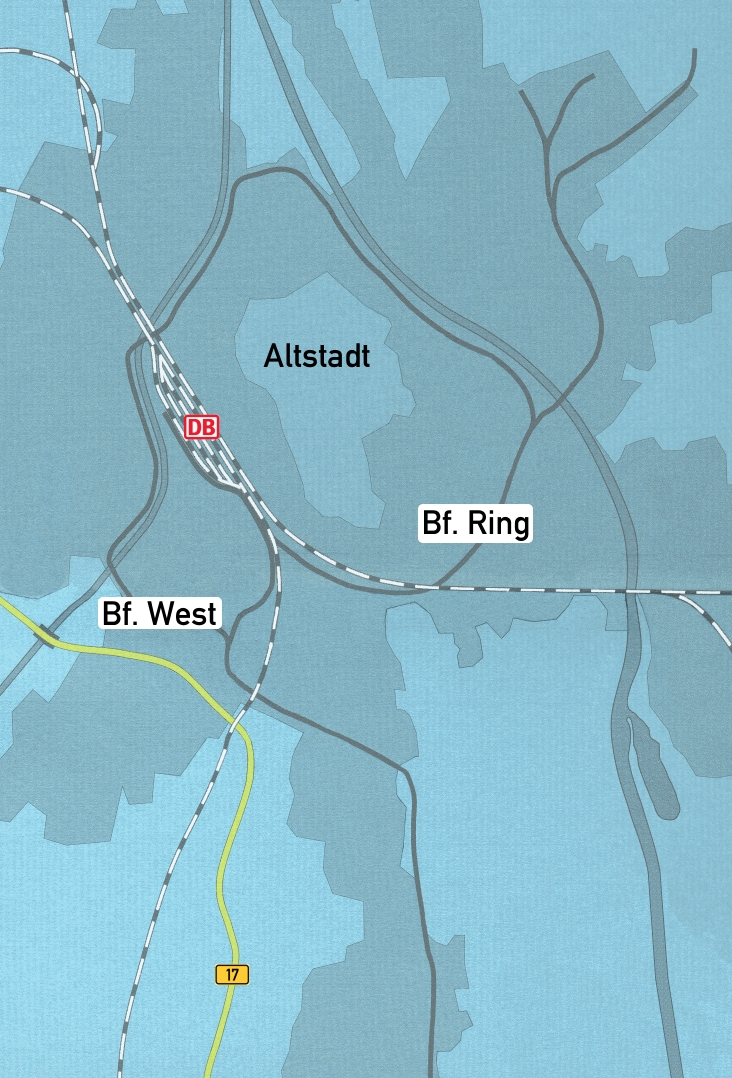
Aktueller Ausbauzustand des Gleisnetzes

Im Jahr 1955 wurden erstmals Blinklichtanlagen an der Siebentisch- und Gentnerstraße eingesetzt. Ein Jahr später folgte der Einsatz von fünf neuen Diesellokomotiven des Typs Krauss-Maffei ML 440 C, 46 Tonnen Eigengewicht, 440 PS (324 kW), MAN-Motor und Sprechfunk. Der Dampfbetrieb ging mit der Ausmusterung von neun Dampfloks und einer Diesellok zu Ende. Ein neuer Transportrekord mit der größten je transportierten Jahresfracht wurde aufgestellt: Die Beförderungsleistung betrug 864.000 Tonnen. 1958 ging die erste magnetisch von der Lokomotive aus gesteuerte Blinklichtanlage für Schienenverkehr in Deutschland, (eine Localbahn-Siemens-Entwicklung) in Betrieb. Eine weitere Diesellok Krauss-Maffei ML 440 C und weitere Blinklichtanlagen an der Haunstetter, Inneren Ufer-, Berliner Allee und Otto-Lindenmeyer-Straße gingen ebenfalls in Betrieb.
Im Jahr 1960 betrug die Jahresfracht 859.000 Tonnen, das Unternehmen hatte 175 Beschäftigte. Ein Jahr darauf wurde das Unternehmen Augsburger Localbahn AG in eine GmbH umgewandelt. Anno 1962 entstand die Rangieranlage RVI in Lechhausen. Drei Jahre später begann der Einsatz der ersten tragbaren Sprechfunkgeräte. Eine Verkehrssignalanlage ging an der Friedberger Straße in Betrieb, 1966 eine weitere an der Luitpoldbrücke. Seit 1971 werden die Weichen im Bahnhof West elektrisch angetrieben, zugleich gingen die Kohletransporte drastisch zurück. Im Jahr 1975 erhielten die Lokomotiven einen Funk-Alarm-Empfänger für die Feuerwehrvorwarnung, damit die oft langen Güterzüge bei einem Feuerwehreinsatz nicht die Straßenübergänge blockierten.

### 1975–1998: Beginn des Rückbaus und weitere Modernisierung

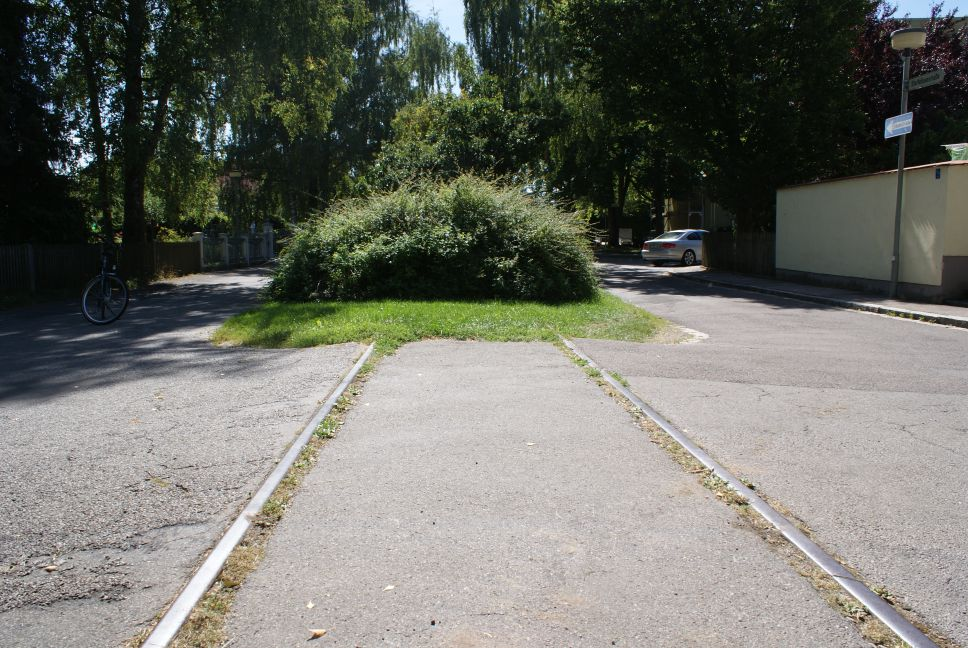
Ehemaliges Bahngleis am Rand des Haunstetter Ortskernes

1976 wurde der Bahnhof Haunstetten aufgelassen, der bis dahin als Endstation der Localbahn diente. Der Stückgutverkehr wurde eingestellt und Personal abgebaut. Die Bahnübergänge an der Firnhaber-, Aindlinger- und Raiffeisenstraße erhielten Lichtzeichenanlagen. Ein Jahr später lehnte die DB eine Übernahme des Betriebes ab. Es folgte weiterer Personalabbau, der sich auch im Jahr darauf fortsetzte. Nun waren noch 64 Mitarbeiter angestellt.
Die handbetriebenen Weichen im Bahnhof Ring wurden 1981 auf elektronische Stellwerkstechnik umgerüstet. Im Jahr darauf wurde die erste Diesellokomotive auf Funkfernsteuerungsbetrieb umgestellt, 1983 und 1984 wurde jeweils eine weitere Lok umgerüstet, so dass Ende 1984 bereits drei Lokomotiven über Funkfernsteuerung verfügten; das erleichterte und beschleunigte den Rangierbetrieb. Im Jahr 1985 erhielt die Fa. Böwe elektronisch geregelte Torsteuerungs- und Signalanlagen, so dass sich fortan das Werkstor von der Lok aus per Magnetschalter öffnen ließ. Drei Jahre später wurden 400.000 Tonnen Transportgut befördert und ungefähr 14.800 Waggons bewegt. Am 1. Januar 1989 gehörte die Localbahn mit ihren funkferngesteuerten Lokomotiven zu den modernsten nichtbundeseigenen Eisenbahnen in Deutschland. Die gesamte Gleislänge betrug 67,089 km; davon gehörten 26,506 km den 66 privaten Anschließern und Benutzern, und 40,583 km waren localbahneigene Gleise.
Beim Jahrhunderthochwasser im Jahr 1999 wurde die südliche Brücke über die Wertach durch am Strompfeiler hängengebliebenes Treibgut stark beschädigt. Als am 23. Mai 1999 das flussaufwärts befindliche Gögginger Ackermann-Wehr einstürzte und das Hochwasser außer Kontrolle geriet, ließ die Stadt Augsburg aus Hochwasserschutzgründen die Brücke sofort abbauen. Bei einem Einsturz der Brücke wäre der gesamte Flusslauf blockiert worden, so dass sich der Fluss aufgestaut hätte. Wenige Monate später errichtete die Localbahn mit einem Zuschuss der Stadt Augsburg eine neue Brücke ohne Strompfeiler.

### Seit 1998: Güterverkehr auf fremden Strecken
1998 übernahm die Augsburger Localbahn den Güterverkehr auf der Bahnstrecke Landsberg am Lech–Schongau (Fuchstalbahn) und (bis 2005) auf der Bahnstrecke Schongau–Peißenberg bis Peiting Ost. Der Güterverkehr zwischen den Standorten Schongau und Augsburg der UPM-Kymmene Papier GmbH & Co.KG, der ursprünglich als reiner Werksverkehr betrieben wurde, wird immer mehr zur Bedienung anderer Kunden genutzt. Im Rahmen eines Logistikprojektes ist es 2007 gelungen, 500 jährliche LKW-Fahrten mit Papierrollen auf die Schiene zu verlagern.
Ab August 2007 betrieb die AL regelmäßigen Holzverkehr zum Gleisanschluss des Sägewerks Anton Heggenstaller in der Nähe des Bahnhofs Radersdorf an der Strecke Augsburg-Hochzoll – Ingolstadt (Paartalbahn). Aufgrund der Eingleisigkeit und Grenzlast der Strecke ist kein Ganzzugverkehr möglich, so dass der Zug deshalb in zwei Zugteilen gefahren werden musste. Für die Bedienung des Anschlusses gibt es wegen des Taktverkehrs im Schienenpersonennahverkehr ein beschränktes Zeitfenster.
Im Jahr 2007 wurden insgesamt 1,12 Mio. t befördert. Davon entfielen 853.000 t auf die Augsburger Güterbahn, 369.000 t wurden auf der Fuchstal- und 106.000 t auf der Paartalbahn befördert.
Der Bahnpark Augsburg fährt manchmal mit einem historischen Schienenbus VT 98 auf der Ringstrecke.
Ab August 2018 fährt die Kübler-Spedition MAN-Schiffsdiesel mit ihrem neuen Tragschnabelwagen nach Mannheim, um sie dort auf Rheinschiffe zu verladen.
Zum Jahresende 2018 gab die AL den Güterverkehr außerhalb des eigenen Netzes – d. h., auf der Fuchs- und Paartalbahn – aus Wirtschaftlichkeitsgründen auf. Da DB Cargo auf der Fuchstalbahn ab 2019 den Güterverkehr übernahm, ist dort die Bedienung der Güterkunden gesichert.
Seit Anfang 2025 befördert die AL im Auftrag der Rail Cargo Logistics wieder Güterwagen zwischen Augsburg und dem UPM-Kymmene-Werk Schongau sowie erstmals auch zwischen Augsburg und dem UPM-Standort Ettringen. DB Cargo beliefert die beiden UPM-Fabriken seit Ende 2024 hingegen nicht mehr regelmäßig.

## Bahnhöfe

### Bahnhof Augsburg Ring

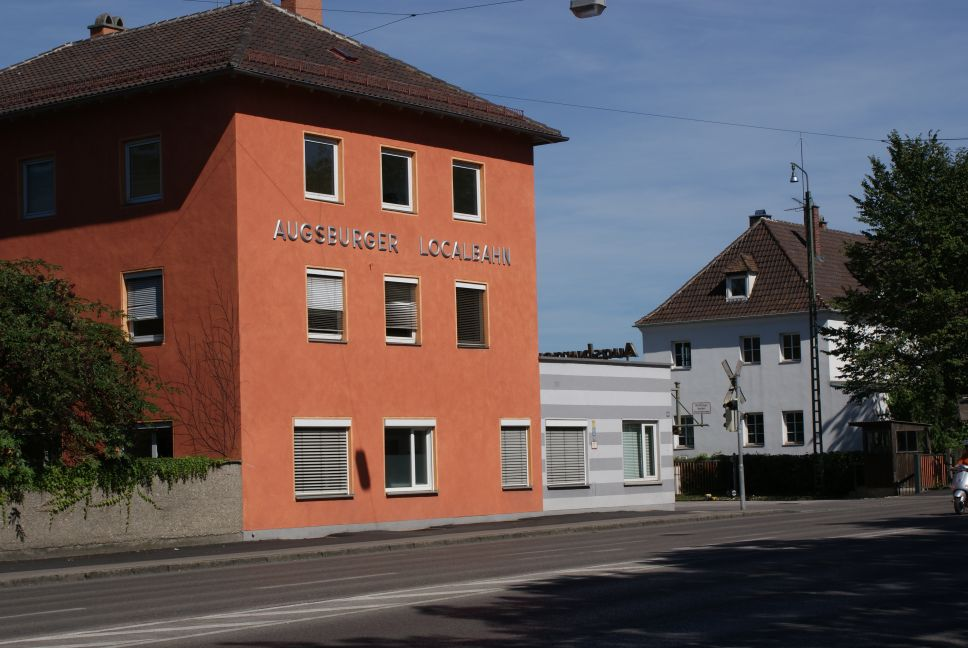
Bahnhof Augsburg Ring

Im Streckennetz der Augsburger Localbahn befinden sich insgesamt drei Bahnhöfe. Der größte und zugleich wichtigste ist der Bahnhof Augsburg Ring an der Friedberger Straße im Osten der Innenstadt. Es handelt sich hierbei um einen reinen Güterbahnhof. Dort werden seit Gründung der Localbahn die Züge vom Hauptbahnhof zerlegt und gemäß ihrem Ziel neu zusammengestellt. Die Lage war Anfang des 20. Jahrhunderts besonders günstig, da die meisten metall- und textilverarbeitenden Betriebe in der Nähe des Bahnhofs lagen. Neben den Rangier- und Sortiergleisen befindet sich in diesem Bahnhof eine Betriebswerkstätte, die sowohl eigene als auch fremde Lokomotiven und Wagen instand setzt.

### Bahnhof Augsburg West
Der Bahnhof West besteht aus einem Netz an Rangiergleisen und dient als Güterbahnhof für die Betriebe, die im Südwesten der Stadt liegen. In der Vergangenheit wurden von dort besonders die Textilfirmen in Göggingen bedient. Vom Bahnhof West besteht direkte Verbindung zu den Gleisen der Deutschen Bahn und zum Bahnbetriebswerk. In Richtung Norden mündet auf Höhe Morellstraße ein Gleis ein, das eine Verbindung zum Hauptbahnhof herstellt.

### Bahnhof AL-Messe

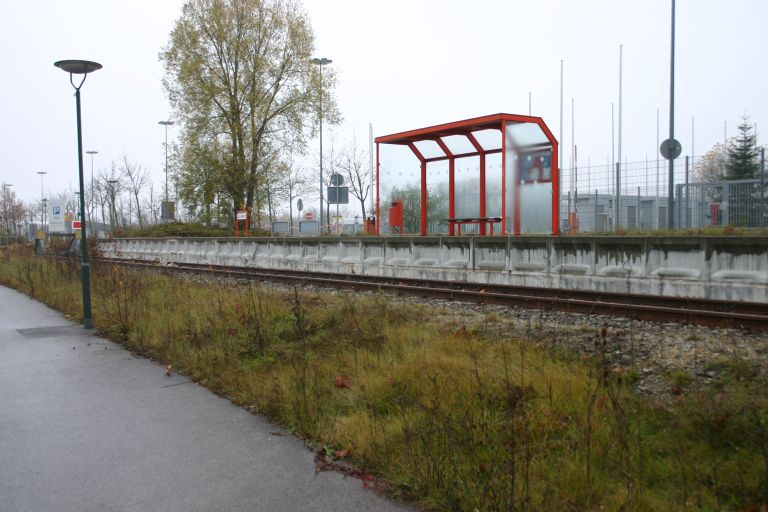
Messebahnhof der AL

Die Bahnreform machte es der Augsburger Localbahn wieder möglich, auch Personen zu befördern. Aus diesem Grund und wegen des raschen Aufstiegs des Messewesens (Neubau des Messezentrums) entstand für den Sonderzugverkehr direkt neben dem Haupteingang zur Messe (östlich der Schwabenhalle) der Haltepunkt AL-Messe. Er besteht aus einem Stichgleis mit einem ungefähr 60 Meter langen Bahnsteig, das direkt vom Augsburger Hauptbahnhof angefahren werden kann. Hier können auch Güter, beispielsweise Ausstellungsstücke, angeliefert werden. Genutzt wurde der Bahnsteig im Personenverkehr bislang jedoch nur wenige Male im Rahmen von Sonderfahrten anlässlich von Messen, so zur großen Feuerwehrausstellung Interschutz im Jahr 2000.

### Ehemaliger Bahnhof Haunstetten Ort und die ehemaligen Haltepunkte der früheren Kursbuchstrecke 303i Augsburg-Haunstetten
In Haunstetten hatten sich schon vor der dem Jahr 1900 einige namhafte Betriebe angesiedelt. Um diese mit Rohstoffen beliefern zu können, wurde die Linie III nach Haunstetten wurde am 13. September 1899 eröffnet.
Haunstetten war zu dieser Zeit noch ein eigenständiger Ort. Im Jahr 1952 erhielt Haunstetten das Stadtrecht und am 1. Juli 1972 wurde Haunstetten im Zuge der bayerischen Gebietsreform ein Stadtteil von Augsburg.
Victor Martini, als Aufsichtsratsvorsitzender der Augsburger Localbahn, drängte auf die Beantragung einer Konzession für den Personenverkehr, da er als Unternehmer auch die Notwendigkeit sah, Arbeitskräfte schnell und zuverlässig zu den Fabriken zu bringen, die ohne Eisenbahnverbindung nur sehr mühsam zu erreichen war. Die „rote Linie“ (Perlach-Haunstetter Straße) der Augsburger Straßenbahn endete seit 1. September 1898 (Aufnahme des elektrischen Betriebs) weit nördlich von Haunstetten, in etwa bei der Einmündung der Schertlinstraße in die Haunstetter Straße. Von dort waren es zu Fuß noch knapp sechs Kilometer zur Martini‘schen Bleicherei.
Ab dem 1. Mai 1905 fuhren auf der Haunstetter Linie III der Augsburger Localbahn auch Personenzüge. Es handelte sich zunächst um die Kursbuchstrecke 303i Augsburg-Haunstetten der Deutschen Reichsbahngesellschaft (DRG), ab 1926 dann um die umbenannte Kursbuchstrecke 303d Augsburg-Haunstetten.
Die Züge verkehrten vom Augsburger Hauptbahnhof bis zum Bahnhof Morellstraße (dieser ging bereits am 1. Mai 1901 in Betrieb) auf den Gleisen der Strecke Augsburg-Buchloe, dann parallel zur Hauptstrecke auf einer eingleisigen Strecke westlich am Bahnbetriebswerk Augsburg vorbei und schwenkten dann nach in Richtung Osten.  Ab dem heutigen Univiertel verlief die Strecke östlich der Haunstetter Straße parallel zum Lochbach bis zum Bahnhof Haunstetten Ort (48° 18′ 24,4″ N, 10° 54′ 41,3″ O), wo ein Wartehäuschen aus Holz für die Reisenden errichtet wurde. Der Bahnhof Haunstetten Ort befand sich auf Höhe des Krankenhauses kurz vor dem ehemaligen Martini-Werk.
Bereits im ersten Betriebsjahr wurden 75.453 Personen auf der Strecke mit den Bahnhöfen (beziehungsweise Haltepunkten) Hbf Augsburg, Bf Morellstraße, Hp Siebentisch (bei der Ilsungstraße), Hp Siebenbrunn (am Farnweg), Hp Haunstetten Spinnerei (an der Ellensindstraße) und Bf Haunstetten Ort. 26 Minuten brauchte der von der Bevölkerung liebevoll "Lochbach-Express" genannte Zug im Jahr 1925 für die 7,5 Kilometer vom Hauptbahnhof bis zur Endhaltestelle. Bis zu sieben Verbindungen pro Werktag verzeichneten die Reichsbahnkursbücher.
Zunächst wurden Dampflokomotiven der Gattung D VI (spätere Baureihe 9875) mit einem Personenwagen der 3. Klasse (Typ CL) eingesetzt. Dies machte aber an den Endstationen ein Umsetzen der Lokomotive notwendig. So kam ab Sommer 1905 ein für die damalige Zeit moderner Akku-Triebwagen (mit nur Sitzplätzen der vierten Klasse) zum Einsatz. Dieser Triebwagen mit 40 Sitzplätzen war ein Versuchsfahrzeug, gefertigt auf Basis eines zweiachsigen Personenwagens der Gattung Ci (Nummer 83739), Baujahr 1887. Es wurden in jede Fahrtrichtung je ein Führerstand in den Wagen eingebaut, zwei Tatzlagermotoren (mit je 50 PS) und die notwendigen Batterien. Trotz seines Leergewichts von 26 Tonnen erreichte der Triebwagen eine Geschwindigkeit von 40 km/h. Der Einsatz dieses Triebwagens endete im Laufe des Jahres 1907, nicht zuletzt auch deshalb, weil mit der Gattung PtL 2/2, genannt "Glaskasten" (spätere Baureihe 983), ab dem Jahr 1905 eine Dampflokomotive zur Verfügung stand, die zum einen von einer Peron bedient werden konnte und zum anderen eine deutlich geringere Achslast (als der Akku-Triebwagen) aufwies.
An Sonn- und Feiertagen verkehrten auch längere Züge mit mehreren Wagen, bespannt mit einer Dampflokomotive, auf der Strecke, um die zahlreichen Ausflügler in den Siebentischwald mit seinen Gaststätten zu befördern. Um dem Ansturm der Ausflügler gewachsen zu sein, gab es bis in das Jahr 1927 sonn- und feiertags einen zusätzlichen Früh- und einen zusätzlichen Spätzug.
Am 29. Oktober 1927 wurde Haunstetten vollständig an die Augsburger Straßenbahn angeschlossen, da die Straßenbahnlinie 4 (heute ist das die Linie 2) vom Augsburger Hauptbahnhof bis zum Georg-Käß-Platz verlängert wurde. Der Anschluss an das Straßenbahnnetz bedeutete das baldige Ende des regulären Localbahn-Personenverkehrs, der dann am 1. Januar 1928 eingestellt wurde; die Straßenbahnzüge waren einfach schneller und verkehrten in kürzeren Takten. Danach dienten die Gleise wieder fast nur noch dem Güterverkehr.

## Fahrzeuge

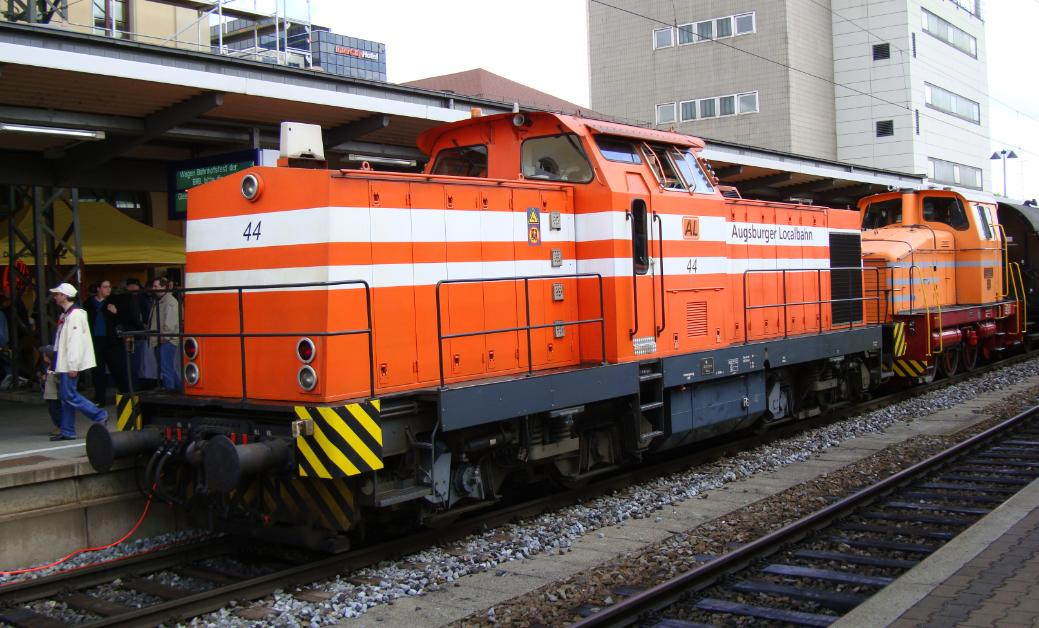
V 100 und ML 440 C der AL

Eigene Fahrzeuge besitzt die Localbahnverwaltung seit 1913. So erwarb man damals drei Bayerische D VIII. Eine stärke ELNA-Lokomotive wurde 1928 angeschafft. 1940 und 1941 wurden zwei Bayerische D VII in Dienst gestellt. In den 1950er Jahren wurden erneut Bayerische D VIII und Bayerische D VII gekauft. Anschließend wurden die Dampflokomotiven Schritt für Schritt verkauft oder außer Dienst gestellt und durch Diesellokomotiven ersetzt. Dazu gehörte eine kleine Diesellok der Kölner Deutz-Werke sowie die bis heute eingesetzten Rangierlokomotiven von Krauss-Maffei.
Die AL setzt aktuell im Rangierdienst vier Rangierlokomotiven des Typs Krauss-Maffei ML 440 C von Krauss-Maffei aus dem Jahr 1956 ein. Im Streckenverkehr werden sechs in den Jahren 1998 bis 2000 remotorisierte Diesellokomotiven (AL 41–46) des Typs V 100 der Deutschen Reichsbahn (DR) eingesetzt. Von den V100-Dieselloks gehen Schallemissionen aus, die niedriger als beim LKW-Verkehr liegen, da diese Loks remotorisiert und modernisiert wurden. Der Betrieb ist rund um die Uhr gestattet. Der Streckenverlauf der Localbahn führt teilweise durch dicht bewohntes Gebiet. So liegt auch der Rangierbereich mitten in einem Augsburger Wohngebiet. Die negative Einstellung der Bürger zu den nächtlichen Schallemissionen wird oft in öffentlichen und lokalpolitischen Veranstaltungen deutlich.

## Gesellschafter
Folgende Gesellschafter sind zum 7. März 2022 an der AL beteiligt:
- Adolf Präg GmbH & Co. KG, Kempten: 62,2 %
- Stadtwerke Augsburg Holding GmbH: 27,1 %
- Bürgerbahnhof Oberland Verwaltungs GmbH, Murnau: 10,7 %

## Kennzahlen
Die von der Augsburger Localbahn beförderte Gütermenge unterlag im Zeitraum zwischen 2005 und 2015 gewissen Schwankungen. Der niedrigste Wert lag 2006 bei rund 981.000 Tonnen. 2010 dagegen stieg die Beförderungsmenge auf knapp 1.249.000 Tonnen an. In den darauffolgenden Jahren fiel die beförderte Gesamttonnage allerdings wieder ab. Das nebenstehende Diagramm gibt die beförderte Gesamttonnage mit Bezug zum Geschäftsjahr wieder.